# 二次体
二次体 (にじたい、英: quadratic field) は、有理数体上、2次の代数体のことである。任意の二次体は、平方因子を含まない 0, 1 以外の整数 d を用いて、{\displaystyle \scriptstyle \mathbb {Q} ({\sqrt {d}})} と表現される。もし、d > 0 である場合、実二次体 (real quadratic field)、d < 0 の場合、虚二次体 (imaginary quadratic field) という。

## 性質

### 体論・環論
- 任意の二次体は、ガロア拡大体であり、ガロア群は巡回群となる。
- その整数環がノルムユークリッド整域となる二次体 {\displaystyle \mathbb {Q} ({\sqrt {d}})} は、d = −11, −7, −3, −2, −1, 2, 3, 5, 6, 7, 11, 13, 17, 19, 21, 29, 33, 37, 41, 57, 73 だけである。
- その整数環が一意分解整域となる虚二次体 {\displaystyle \mathbb {Q} ({\sqrt {d}})} は、d = −1, −2, −3, −7, −11, −19, −43, −67, −163 だけである。
- 任意の二次体 K に対して、有理素数[1] p は、以下のいずれかを満たす。

1. {\displaystyle (p)={\mathfrak {p}}_{1}{\mathfrak {p}}_{2}} ({\displaystyle {\mathfrak {p}}_{1},\ {\mathfrak {p}}_{2}} は、相異なる K の素イデアル)。　(このとき、p は、K で完全分解であるという。)
2. {\displaystyle (p)={\mathfrak {p}}^{2}} ({\displaystyle {\mathfrak {p}}} は、K の素イデアル)。　(このとき、p は、K で不分解であるという。)
3. {\displaystyle (p)} は、K の素イデアルである。　(このとき、p は、K で不分岐であるという。)

### 二次体の判別式
- 二次体 {\displaystyle \scriptstyle \mathbb {Q} ({\sqrt {d}})} の判別式を D としたとき、

{\displaystyle D={\begin{cases}d&(d\equiv 1\mod 4),\\4d&(d\equiv 2,3\mod 4).\end{cases}}}
従って、d ≡ 1 (mod 4) のときは、{\displaystyle \scriptstyle \{1,\ (1+{\sqrt {d}})/2\}}、それ以外のときは、{\displaystyle \scriptstyle \{1,\ {\sqrt {d}}\}} が、{\displaystyle \scriptstyle \mathbb {Q} ({\sqrt {d}})} の整基底となる。

### 二次体の単数
- EK を、二次体 {\displaystyle \scriptstyle K=\mathbb {Q} ({\sqrt {d}})} の単数群としたとき、

1. d = − 1 のとき：EK = { ± 1, ± i } 。
2. d = −3 のとき：EK = { ± 1, ± ω, ± ω2 } 　(ω = (− 1 + √− 3)/2) 。
3. d < 0 かつ、d ≠ − 1, − 3 のとき：EK = { ± 1 } 。
4. d > 0 のとき：{\displaystyle \scriptstyle E_{K}=\{\pm \varepsilon _{0}^{n}|n=0,\ \pm 1,\ \pm 2,\ \ldots \}} 　(ε0 は基本単数)。

- D を、二次体 {\displaystyle \scriptstyle K=\mathbb {Q} ({\sqrt {d}})} の判別式とし、自然数 x*, y* を、

x2 − Dy2 = ± 4の最小の有理整数解としたとき、(x* + y*√D)/2 は、K の基本単数である。
{\displaystyle \scriptstyle d\leq 14} に対する基本単数
| d        | 2                             | 3                             | 5                                 | 6                              | 7                              | 10                             | 11                               | 13                                 | 14                               |
| -------- | ----------------------------- | ----------------------------- | --------------------------------- | ------------------------------ | ------------------------------ | ------------------------------ | -------------------------------- | ---------------------------------- | -------------------------------- |
| 基本単数 | {\displaystyle 1+{\sqrt {2}}} | {\displaystyle 2+{\sqrt {3}}} | {\displaystyle (1+{\sqrt {5}})/2} | {\displaystyle 5+2{\sqrt {6}}} | {\displaystyle 8+3{\sqrt {7}}} | {\displaystyle 3+{\sqrt {10}}} | {\displaystyle 10+3{\sqrt {11}}} | {\displaystyle (3+{\sqrt {13}})/2} | {\displaystyle 15+4{\sqrt {14}}} |

### 二次体と円分体
- 任意の二次体 K に対して、ある整数 n が存在して、 {\displaystyle \scriptstyle K\subset \mathbb {Q} (\zeta _{n})} 。ここで、{\displaystyle \zeta _{n}} は、1 の原始 n 乗根である[4]。

特に、n = 2q (q ≥ 3) とすれば、円分体 {\displaystyle \scriptstyle \mathbb {Q} (\zeta _{n})} には、{\displaystyle \scriptstyle \mathbb {Q} ({\sqrt {-1}}),\ \mathbb {Q} ({\sqrt {2}}),\ \mathbb {Q} ({\sqrt {-2}})} が含まれる。
- 上記のことは、クロネッカー＝ウェーバーの定理の特別な場合である。さらに、基礎体を有理数体ではなく、虚二次体にしたときに同様なことが言えるかを問うたのが、クロネッカーの青春の夢(の特別な場合)である。

## 二次体と初等整数論
二次体と初等整数論との関係を述べる。

### 平方剰余の相互法則
{\displaystyle \left({\frac {a}{p}}\right)} をルジャンドル記号とすると、次が成立する。
- 平方因子を持たない素数 a と、2a と互いに素な素数 p に対して、

{\displaystyle \left({\frac {a}{p}}\right)=1} {\displaystyle \Longleftrightarrow } {\displaystyle (p)} は、{\displaystyle \scriptstyle \mathbb {Q} ({\sqrt {a}})} 上で、相異なる2つの素イデアルの積で表される。
- このことから、二次体上で、どの様な素数が2つの素イデアルで分解されるかを考察することで、平方剰余の相互法則、第1補充法則、第2補充法則を示すことができる。

### 二次形式
有理整数係数の二元二次形式の類数を H(D) (D は、二次形式の判別式) とし、
二次体 {\displaystyle \scriptstyle K=\mathbb {Q} ({\sqrt {D}})} の(代数体としての)類数を、hK とすると、H(D) = hK である。つまり、有理整数係数の二元二次形式の類と、二次形式の判別式で作られる二次体のイデアル類とは、一対一の対応を付けることができる。

## 二次体の類数

### ディリクレの類数公式
二次体 K の判別式を D とし、χ を {\displaystyle \scriptstyle (\mathbb {Z} /d\mathbb {Z} )^{\times }} に対するクロネッカーの指標とする。K に対する ディリクレの L 関数を用いて、K の類数 hK は
{\displaystyle h_{K}={\frac {1}{\kappa }}L(1,\chi )}
で与えられる。ただし、κ は、
{\displaystyle \kappa ={\begin{cases}{\frac {2\log \varepsilon _{0}}{\sqrt {D}}}&(D>0),\\{\frac {2\pi }{w{\sqrt {-D}}}}&(D<0),\end{cases}}}
で与えられる 0 でない実数である。ここで、w は、K に含まれる 1 のベキ根の数、ε0 は、K の基本単数とする。
さらに上式は、以下の形で有限和の形で表現することが可能である。
- K が実二次体のとき

{\displaystyle h_{K}=-{\frac {1}{2\log \varepsilon _{0}}}\sum _{a=1}^{d-1}\chi (a)\log \sin {\frac {a\pi }{d}}}.
- K が虚二次体のとき

{\displaystyle h_{K}=-{\frac {w}{2d}}\sum _{a=1}^{d-1}\chi (a)a}.
ただし、ε0 は、K の基本単数、d = |D|、w は、K に含まれる 1 のベキ根の数とする。
これらの式を総称してディリクレの類数公式という。
類数を表す式は、他にも、デデキントのゼータ関数の {\displaystyle s=1} での留数で表現するものも知られている。
{\displaystyle \zeta _{K}(s)} を、二次体 K のデデキントのゼータ関数とすると、以下の式が成立する。
{\displaystyle \kappa h_{K}=\operatorname {Res} _{s=1}\zeta _{K}(s)}。
ただし、κ は、上記、ディリクレの類数公式で与えられた κ である。

### 類数に関するガウスの予想
ガウスは、二元二次形式の研究により、二次形式の類数について、いくつかの予想を残している。今日、これらを総称して、類数に関するガウスの予想という。特に、予想4 のことをガウスの予想とすることも多い。
ここでは、ガウスが挙げた予想について、二次体での言葉に翻訳して述べる。
1. K を二次体とし、DK, hK を K の判別式、類数としたとき、{\displaystyle \scriptstyle |D_{K}|\to \infty } ならば、{\displaystyle \scriptstyle h_{K}\to \infty } である。
2. 類数が 1 である実二次体は、無限に存在する。
3. 与えられた自然数 k に対して、類数が k である虚二次体は有限個しか存在しない。
4. 類数が 1 である虚二次体 {\displaystyle \scriptstyle \mathbb {Q} ({\sqrt {-d}})} は、d が以下の場合に限る。

1, 2, 3, 7, 11, 19, 43, 67, 163.
予想 1 について。
予想が成立することは、1934年にハイルブロン (H. Heilbronn) が証明し、ジーゲル (C. L. Siegel) により、類数の増大度について、以下の様な結果が得られた。
{\displaystyle \lim _{|D_{K}|\to \infty }{\frac {\log h_{K}}{\log {\sqrt {|D_{K}|}}}}=1}。
予想 2 について。
現在でも、この予想が成立するか否かは不明である。もっと一般に、類数が 1 である代数体が無限に存在するかも分かっていない。
予想 3 について。
1973年に、ザギエ (D. Zagier) とグロス (B. Gross) によって、予想が成り立つことが証明された。
予想 4 について。
この予想は、まず、ヘーグナー (K. Heegner) によって、この予想が成立することが証明されたが、彼の証明には、不備があり、その誤りが訂正されたのは1968年である。そのため、この予想を最初に証明したのは、ベイカー (A. Baker) とスターク (H. M. Stark) であるとされる。(1966年の証明)
その後、類数が 2 である虚二次体 がベイカーとスタークにより解決され、現在までに、類数が100以下の虚二次体が決定している。